# Luigi Avogadro
Luigi Avogadro (Brescia, ... – Brescia, febbraio 1512) è stato un condottiero italiano della Repubblica di Venezia.

## Biografia
Luigi nacque a Brescia da una famiglia feudataria di Polaveno e successivamente dal 1427 di Lumezzane. Probabilmente fratello o figlio del grande Pietro Avogadro (condottiero) (?-metà XV secolo), conosciuto anche come “Padre della Patria” per aver respinto gli attacchi dei Visconti alla città di Brescia.

### Al servizio di Venezia
Entrò ancora giovane al servizio della Serenissima, il suo nome compare per la prima volta nella difesa di Brescia del 1483 contro le forze congiunte del duca i Ferrara Ercole I d'Este, Ludovico il Moro, Lorenzo de' Medici e Alfonso II di Napoli.
Nel 1495 partecipò con 200 uomini alla lega contro Carlo VIII di Francia. Nel 1503 ancora al servizio della Serenissima come condottiero segue la costruzione del castello di Cremona, mentre nel 1507 compare in Val di Non per azioni militari per poi essere rimandato a Cremona.

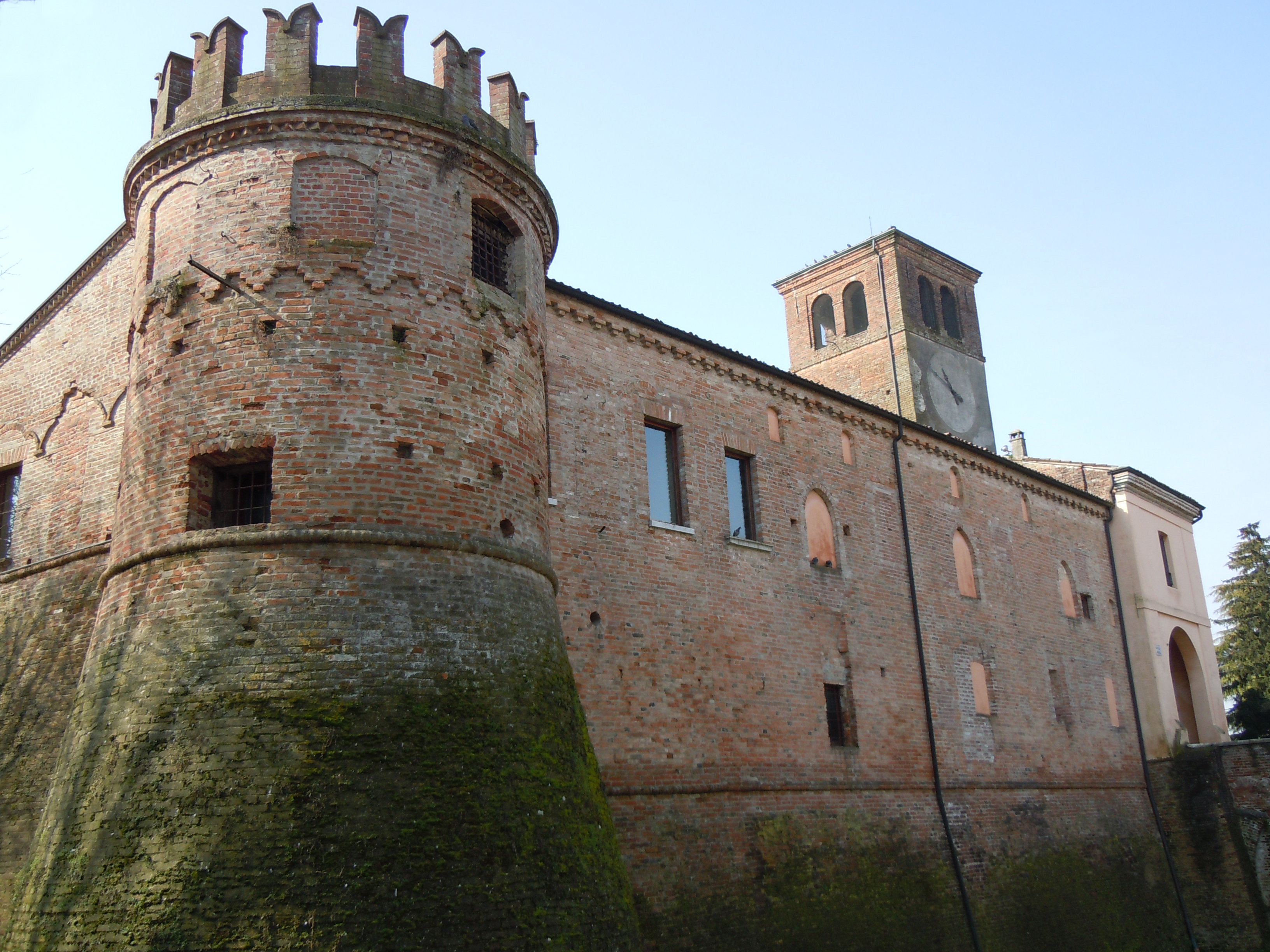
Il castello di Ostiano (Cremona)

Secondo alcuni cronisti dell'epoca, come Pandolfo Nassino, durante la battaglia di Agnadello del 1509, permise senza colpo ferire insieme a Taddeo della Motella la caduta in mano francese del castello di Brescia per dei precedenti accordi con il Luigi XII di Francia. Caduta Brescia sotto dominio francese, iniziò a tramare congiure per il ritorno della Serenissima, mirando a vantaggi per sé e per la sua famiglia.

### Le congiure Antifrancesi
Si unì quindi alla congiura antifrancese di Valerio Paitone, Ventura Fenaroli e Giangiacomo Martinengo. Nonostante il parere contrario del doge Leonardo Loredan, ma con il Senato veneziano dalla loro, decisero che nella notte del 18 gennaio 1512 insieme all'aiuto del capitano Andrea Gritti avrebbero conquistato la Porta di San Nazzaro. Scoperti dai francesi si dispersero e l'Avogadro si riparò in Val Trompia.
Mentre attendeva che le acque si calmassero, si mise a studiare una nuova congiura, a cui nuovamente Venezia collaborerà con l'esercito al comando di Andrea Gritti.
Il 2 febbraio 1512 i congiurati e le truppe veneziane si unirono e il tentativo ebbe pieno successo con la fuga delle forze francesi. In questa occasione l'Avogadro poté dar sfogo al suo odio verso la famiglia rivale, quella dei Gambara, distruggendone tutte le case insieme a quelle dei Ghibellini.
Pochi giorni dopo, tuttavia, Gastone di Foix riesce ad irrompere a sua volta nella città attraverso il castello; la città subisce un sacco tremendo. L'Avogadro viene catturato, consegnato al Foix e rinchiuso, prima nel monastero di San Domenico e, poi, nel castello.

Piazza della Loggia a Brescia dove Luigi Avogadro fu decapitato

Nonostante la rivelazione di alcuni trattati tenuti dai veneziani, viene decapitato con uno stocco nel febbraio 1512 in piazza della Loggia. Il suo cadavere è squartato ed i suoi arti furono appesi ad altrettanti patiboli (fra cui alla porta di San Nazzaro). I figli Pietro e Francesco sono condotti a Milano nel Castello Sforzesco e qui saranno a loro volta decapitati il 20 febbraio.
Si salva solamente il dodicenne Antonio Maria Avogadro che, dopo varie traversie, riuscirà a fuggire a Venezia.

## Influenze nella cultura
La vita di Luigi Avogadro, figlio di Pietro, e la sua congiura hanno ispirato due tragedie: la prima, composta da Pierre Delloy ed intitolata Gaston et Bayard che apparve a Parigi nel 1770; la seconda, di Francesco Gambara, intitolata Luigi Avogadro stampata a Milano nel 1830.